# Alan Williams
Alan Travis Wiliams (Phoenix, 28 gennaio 1993) è un cestista statunitense.

## Statistiche

### College
| Anno      | Squadra      | PG  | PT  | MP   | TC%  | 3P% | TL%  | RP   | AP  | PRP | SP  | PP   |
| --------- | ------------ | --- | --- | ---- | ---- | --- | ---- | ---- | --- | --- | --- | ---- |
| 2011-2012 | UCSB Gauchos | 30  | 20  | 17,1 | 51,0 | -   | 59,5 | 6,5  | 0,5 | 0,5 | 1,3 | 6,9  |
| 2012-2013 | UCSB Gauchos | 28  | 28  | 28,3 | 46,9 | -   | 72,4 | 10,7 | 0,9 | 1,0 | 2,3 | 17,1 |
| 2013-2014 | UCSB Gauchos | 28  | 28  | 31,1 | 53,3 | -   | 68,5 | 11,5 | 1,2 | 1,2 | 2,4 | 21,3 |
| 2014-2015 | UCSB Gauchos | 26  | 26  | 32,6 | 45,8 | 0,0 | 76,8 | 11,8 | 1,7 | 1,2 | 1,8 | 17,3 |
| Carriera  | Carriera     | 112 | 102 | 27,0 | 49,2 | 0,0 | 70,6 | 10,0 | 1,0 | 1,0 | 1,9 | 15,5 |

### NBA

#### Regular Season
| Anno      | Squadra       | PG | PT | MP   | TC%  | 3P% | TL%  | RP  | AP  | PRP | SP  | PP  |
| --------- | ------------- | -- | -- | ---- | ---- | --- | ---- | --- | --- | --- | --- | --- |
| 2015-2016 | Phoenix Suns  | 10 | 0  | 6,8  | 41,7 | -   | 64,3 | 3,8 | 0,5 | 0,4 | 0,5 | 2,9 |
| 2016-2017 | Phoenix Suns  | 47 | 0  | 15,1 | 51,7 | 0,0 | 62,5 | 6,2 | 0,5 | 0,6 | 0,7 | 7,4 |
| 2017-2018 | Phoenix Suns  | 5  | 0  | 14,0 | 38,9 | -   | 66,7 | 4,4 | 1,6 | 1,0 | 0,2 | 4,0 |
| 2018-2019 | Brooklyn Nets | 5  | 0  | 5,2  | 61,5 | 0,0 | 50,0 | 3,8 | 0,6 | 0,2 | 0,0 | 3,6 |
| Carriera  | Carriera      | 67 | 0  | 13,0 | 50,6 | 0,0 | 62,6 | 5,5 | 0,6 | 0,6 | 0,6 | 6,2 |

### G League
| Anno      | Squadra          | PG | PT | MP   | TC%  | 3P%  | TL%  | RP   | AP  | PRP | SP  | PP   |
| --------- | ---------------- | -- | -- | ---- | ---- | ---- | ---- | ---- | --- | --- | --- | ---- |
| 2016-2017 | N. Arizona Suns  | 1  | 1  | 28,0 | 50,0 | -    | 75,0 | 9,0  | 1,0 | 1,0 | 0,0 | 20,0 |
| 2017-2018 | N. Arizona Suns  | 3  | 3  | 23,4 | 46,8 | -    | 57,1 | 9,3  | 1,3 | 1,0 | 2,0 | 16,0 |
| 2018-2019 | Long Island Nets | 41 | 40 | 27,0 | 48,0 | 26,6 | 77,7 | 12,9 | 2,4 | 0,6 | 0,9 | 19,8 |
| Carriera  | Carriera         | 45 | 44 | 26,8 | 48,0 | 26,2 | 77,0 | 12,6 | 2,1 | 0,6 | 1,0 | 19,6 |

### Eurocup
| Anno      | Squadra          | PG | PT | MP   | TC%  | 3P%  | TL%  | RP   | AP  | PRP | SP  | PP   |
| --------- | ---------------- | -- | -- | ---- | ---- | ---- | ---- | ---- | --- | --- | --- | ---- |
| 2019-2020 | Lokomotiv Kuban' | 10 | 3  | 22,1 | 49,3 | -    | 71,8 | 9,4  | 1,9 | 0,7 | 0,7 | 9,4  |
| 2020-2021 | Lokomotiv Kuban' | 8  | 8  | 27,3 | 49,5 | -    | 61,9 | 12,5 | 2,1 | 1,0 | 1,2 | 14,5 |
| 2021-2022 | Lokomotiv Kuban' | 9  | 3  | 19,9 | 41,4 | 33,3 | 61,3 | 7,1  | 1,7 | 1,2 | 0,3 | 7,6  |
| Carriera  | Carriera         | 27 | 14 | 22,9 | 47,2 | 33,3 | 65,2 | 9,6  | 1,9 | 1,0 | 0,7 | 10,3 |